# Полемон I
Полемон I (65 до н. е. — 9 до н. е. або 8 до н. е.) — цар понтійський (з 38 до н. е.) і боспорський й колхідський (14-9 або 8).
Полемон не належав до царського роду, а був сином ритора Зенона.
Близько 38 до н. е. Полемон при підтримці Риму став правителем Понту, частини колишнього Понтійського царства (існувало 302 або 301-64 до н. е.). У 34 році до н.е. передано царство Мала Вірменія.
Згодом римляни, незадоволені незалежною політикою Скрибонія, чоловіка боспорської цариці Динамії, запропонували Полемону захопити трон Боспору.
За допомогою місцевої знаті зайняв боспорський престол та зруйнував місто Танаїс, яке підтримувало Динамію.
Вів війну з плем'ям аспургіанів (в Прикубанні), під час якої потрапив у полон і був вбитий.